# Premier League 1999/2000
Soutěžní ročník Premier League 1999/00 byl 8. ročníkem Premier League, tedy anglické nejvyšší fotbalové ligy. Soutěž byla započata 7. srpna 1999 a poslední kolo se odehrálo 14. května 2000. Liga se skládala z 20 klubů. 
Manchesteru United se podařilo obhájit titul z minulé sezóny. Mistrem v sezóně 1999/00 se stal s osmnáctibodovým náskokem na druhý Arsenal a získal již 6. titul v Premier League. Manchester United se zúčastnil prvního ročníku Mistrovství světa klubů poté, co ovládli minulý ročník Ligy mistrů.

## Složení ligy v ročníku 1999/00
Soutěže se účastnilo 20 celků. K prvním sedmnácti z minulého ročníku se připojili nováčci Sunderland a Bradford City, kteří si účast zajistili již v základní části předcházejícího ročníku Football League First Division, a Watford, ten si účast vybojoval vítězstvím v play off. Opačným směrem putovala mužstva Charltonu Athletic, Blackburnu Rovers a Nottinghamu Forest.
| Klub                | 1998/99          | Město               | Stadión              |
| ------------------- | ---------------- | ------------------- | -------------------- |
| Manchester United   | Zlatá medaile    | Manchester          | Old Trafford         |
| Arsenal             | Stříbrná medaile | Londýn              | Arsenal Stadium      |
| Chelsea             | Bronzová medaile | Londýn              | Stamford Bridge      |
| Leeds United        | 4.               | Leeds               | Elland Road          |
| West Ham United     | 5.               | Londýn              | Boleyn Ground        |
| Aston Villa         | 6.               | Birmingham          | Villa Park           |
| Liverpool           | 7.               | Liverpool           | Anfield              |
| Derby County        | 8.               | Derby               | Pride Park Stadium   |
| Middlesbrough       | 9.               | Middlesbrough       | Riverside Stadium    |
| Leicester City      | 10.              | Leicester           | Filbert Street       |
| Tottenham Hotspur   | 11.              | Londýn              | White Hart Lane      |
| Sheffield Wednesday | 12.              | Sheffield           | Hillsborough Stadium |
| Newcastle United    | 13.              | Newcastle upon Tyne | St James' Park       |
| Everton             | 14.              | Liverpool           | Goodison Park        |
| Coventry City       | 15.              | Coventry            | Highfield Road       |
| Wimbledon           | 16.              | Londýn              | Selhurst Park        |
| Southampton         | 17.              | Southampton         | The Dell             |
| Sunderland          | First Division   | Sunderland          | Stadium of Light     |
| Bradford City       | First Division   | Bradford            | Valley Parade        |
| Watford             | First Division   | Watford             | Vicarage Road        |

### Realizační týmy a dresy
| Klub                | Trenér                   | Kapitán          | Výrobce dresu  | Sponzor dresu       |
| ------------------- | ------------------------ | ---------------- | -------------- | ------------------- |
| Arsenal             | Arsène Wenger            | Tony Adams       | Nike           | Dreamcast/Sega      |
| Aston Villa         | John Gregory             | Gareth Southgate | Reebok         | LDV Vans            |
| Bradford City       | Paul Jewell              | Stuart McCall    | Asics          | JCT600              |
| Chelsea             | Gianluca Vialli          | Dennis Wise      | Umbro          | Autoglass           |
| Coventry City       | Gordon Strachan          | Gary McAllister  | CCFC Garments  | Subaru              |
| Derby County        | Jim Smith                | Darryl Powell    | Puma           | EDS                 |
| Everton             | Walter Smith             | Dave Watson      | Umbro          | One2One             |
| Leeds United        | David O'Leary            | Lucas Radebe     | Puma           | Packard Bell        |
| Leicester City      | Martin O'Neill           | Matt Elliott     | Fox Leisure    | Walkers Crisps      |
| Liverpool           | Gérard Houllier          | Jamie Redknapp   | Reebok         | Carlsberg           |
| Manchester United   | Alex Ferguson            | Roy Keane        | Umbro          | Sharp               |
| Middlesbrough       | Bryan Robson             | Paul Ince        | Erreà          | BT Cellnet          |
| Newcastle United    | Bobby Robson             | Alan Shearer     | Adidas         | Newcastle Brown Ale |
| Sheffield Wednesday | Peter Shreeves (dočasný) | Des Walker       | Puma           | Sanderson           |
| Southampton         | Glenn Hoddle             | Matt Le Tissier  | Saints         | Friends Provident   |
| Sunderland          | Peter Reid               | Steve Bould      | Asics          | Reg Vardy           |
| Tottenham Hotspur   | George Graham            | Sol Campbell     | Adidas         | Holsten             |
| Watford             | Graham Taylor            | Rob Page         | Le Coq Sportif | Phones4U            |
| West Ham United     | Harry Redknapp           | Steve Lomas      | Fila           | Dr. Martens         |
| Wimbledon           | Terry Burton             | Robbie Earle     | Lotto          | Tiny                |

### Trenérské změny
| Klub                | Odcházející trenér | Důvod odchodu | Datum odchodu   | Pozice v tabulce | Příchozí trenér          | Datum příchodu  |
| ------------------- | ------------------ | ------------- | --------------- | ---------------- | ------------------------ | --------------- |
| Wimbledon           | Joe Kinnear        | Rezignace     | 9. června 1999  | Před sezónou     | Egil Olsen               | 9. června 1999  |
| Newcastle United    | Ruud Gullit        | Rezignace     | 28. srpna 1999  | 19. místo        | Bobby Robson             | 2. září 1999    |
| Southampton         | Dave Jones         | Konec smlouvy | 27. ledna 2000  | 17. místo        | Glenn Hoddle             | 28. ledna 2000  |
| Sheffield Wednesday | Danny Wilson       | Vyhozen       | 21. března 2000 | 19. místo        | Peter Shreeves (dočasný) | 21. března 2000 |
| Wimbledon           | Egil Olsen         | Vyhozen       | 1. května 2000  | 18. místo        | Terry Burton             | 1. května 2000  |

## Tabulka
| Poř. | Tým                     | Z  | V  | R  | P  | VG | OG | B  |
| ---- | ----------------------- | -- | -- | -- | -- | -- | -- | -- |
| 1.   | Manchester United (C)   | 38 | 28 | 7  | 3  | 97 | 45 | 91 |
| 2.   | Arsenal                 | 38 | 22 | 7  | 9  | 73 | 43 | 73 |
| 3.   | Leeds United            | 38 | 21 | 6  | 11 | 58 | 43 | 69 |
| 4.   | Liverpool               | 38 | 19 | 10 | 9  | 51 | 30 | 67 |
| 5.   | Chelsea                 | 38 | 18 | 11 | 9  | 53 | 34 | 65 |
| 6.   | Aston Villa             | 38 | 15 | 13 | 10 | 46 | 35 | 58 |
| 7.   | Sunderland              | 38 | 16 | 10 | 12 | 57 | 56 | 58 |
| 8.   | Leicester City          | 38 | 16 | 7  | 15 | 55 | 55 | 55 |
| 9.   | West Ham United         | 38 | 15 | 10 | 13 | 52 | 53 | 55 |
| 10.  | Tottenham Hotspur       | 38 | 15 | 8  | 15 | 57 | 49 | 53 |
| 11.  | Newcastle United        | 38 | 14 | 10 | 14 | 63 | 54 | 52 |
| 12.  | Middlesbrough           | 38 | 14 | 10 | 14 | 46 | 52 | 52 |
| 13.  | Everton                 | 38 | 12 | 14 | 12 | 59 | 49 | 50 |
| 14.  | Coventry City           | 38 | 12 | 8  | 18 | 47 | 54 | 44 |
| 15.  | Southampton             | 38 | 12 | 8  | 18 | 45 | 62 | 44 |
| 16.  | Derby County            | 38 | 9  | 11 | 18 | 44 | 57 | 38 |
| 17.  | Bradford City           | 38 | 9  | 9  | 20 | 38 | 68 | 36 |
| 18.  | Wimbledon (R)           | 38 | 7  | 12 | 19 | 46 | 74 | 33 |
| 19.  | Sheffield Wednesday (R) | 38 | 8  | 7  | 23 | 38 | 70 | 31 |
| 20.  | Watford (R)             | 38 | 6  | 6  | 26 | 35 | 77 | 24 |

Pravidla pro klasifikaci: 1) Body; 2) Gólový rozdíl; 3) vstřelené góly
(C) Šampion; (R) Sestupující
|  | Postup do základní skupiny Ligy mistrů   |
|  | Postup do třetího předkola Ligy mistrů   |
|  | Postup do prvního kola Poháru UEFA       |
|  | Sestup do Football League First Division |

Poznámky
1. ↑  Chelsea se kvalifikovala do Poháru UEFA díky vítězství v FA Cupu
2. ↑  Leicester City se kvalifikoval do Poháru UEFA díky vítězství v EFL Cupu

## Statistiky

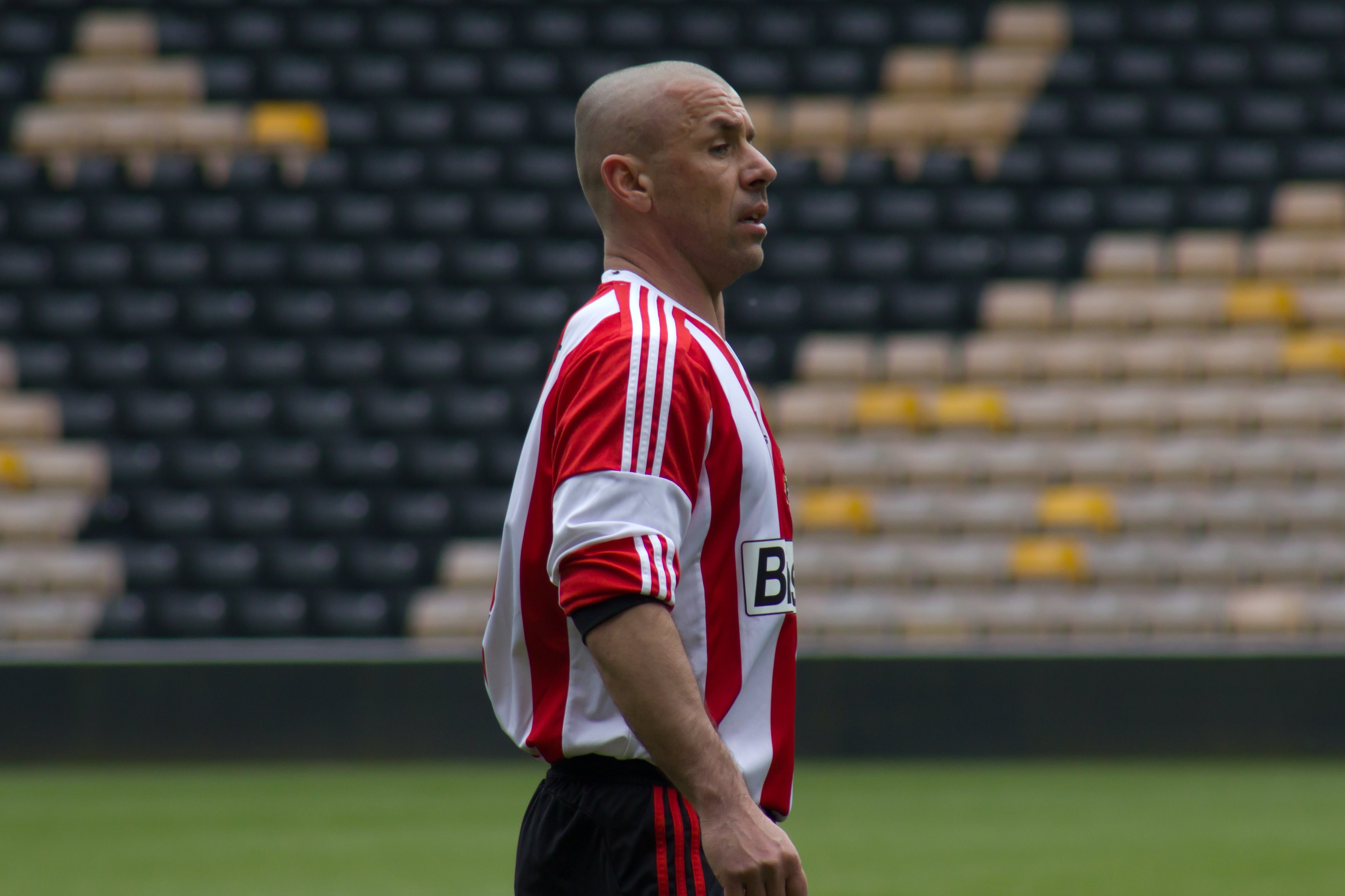
Kevin Phillips se stal nejlepším střelcem Premier League, a to s 30 góly.

### Střelci

#### Nejlepší střelci
|    | Hráč            | Klub              | Góly |
| -- | --------------- | ----------------- | ---- |
| 1. | Kevin Phillips  | Sunderland        | 30   |
| 2. | Alan Shearer    | Newcastle United  | 23   |
| 3. | Dwight Yorke    | Manchester United | 20   |
| 4. | Michael Bridges | Leeds United      | 19   |
| 4. | Andrew Cole     | Manchester United | 19   |
| 6. | Thierry Henry   | Arsenal           | 17   |
| 7. | Paolo Di Canio  | West Ham United   | 16   |
| 8. | Chris Armstrong | Tottenham Hotspur | 14   |
| 8. | Steffen Iversen | Tottenham Hotspur | 14   |
| 8. | Niall Quinn     | Sunderland        | 14   |

#### Hattricky
| Hráč                 | Klub              | Soupeř              | Skóre   | Datum              | Ref.   |
| -------------------- | ----------------- | ------------------- | ------- | ------------------ | ------ |
| Michael Bridges      | Leeds United      | Southampton         | 3:0 (H) | 11. srpna 1999     | [ 6 ]  |
| Andrew Cole4         | Manchester United | Newcastle United    | 5:1 (D) | 30. srpna 1999     | [ 7 ]  |
| Kevin Phillips       | Sunderland        | Derby County        | 5:0 (H) | 18. září 1999      | [ 8 ]  |
| Alan Shearer5        | Newcastle United  | Sheffield Wednesday | 8:0 (D) | 19. září 1999      | [ 9 ]  |
| Nwankwo Kanu         | Arsenal           | Chelsea             | 3:2 (H) | 23. října 1999     | [ 10 ] |
| Marc Overmars        | Arsenal           | Middlesbrough       | 5:1 (D) | 21. listopadu 1999 | [ 11 ] |
| Ole Gunnar Solskjær4 | Manchester United | Everton             | 5:1 (D) | 4. prosince 1999   | [ 12 ] |
| Nick Barmby          | Everton           | West Ham United     | 4:0 (H) | 26. února 2000     | [ 13 ] |
| Stan Collymore       | Leicester City    | Sunderland          | 5:2 (D) | 5. března 2000     | [ 14 ] |
| Steffen Iversen      | Tottenham Hotspur | Southampton         | 7:2 (D) | 11. března 2000    | [ 15 ] |
| Dwight Yorke         | Manchester United | Derby County        | 3:1 (D) | 11. března 2000    | [ 16 ] |
| Paul Scholes         | Manchester United | West Ham United     | 7:1 (D) | 1. dubna 2000      | [ 17 ] |
| Dean Windass         | Bradford City     | Derby County        | 4:4 (D) | 21. dubna 2000     | [ 18 ] |

Poznámky
5 Hráč vstřelil 5 gólů
4 Hráč vstřelil 4 góly
(D) – Domácí tým
(H) – Hostující tým

#### Nejlepší asistenti

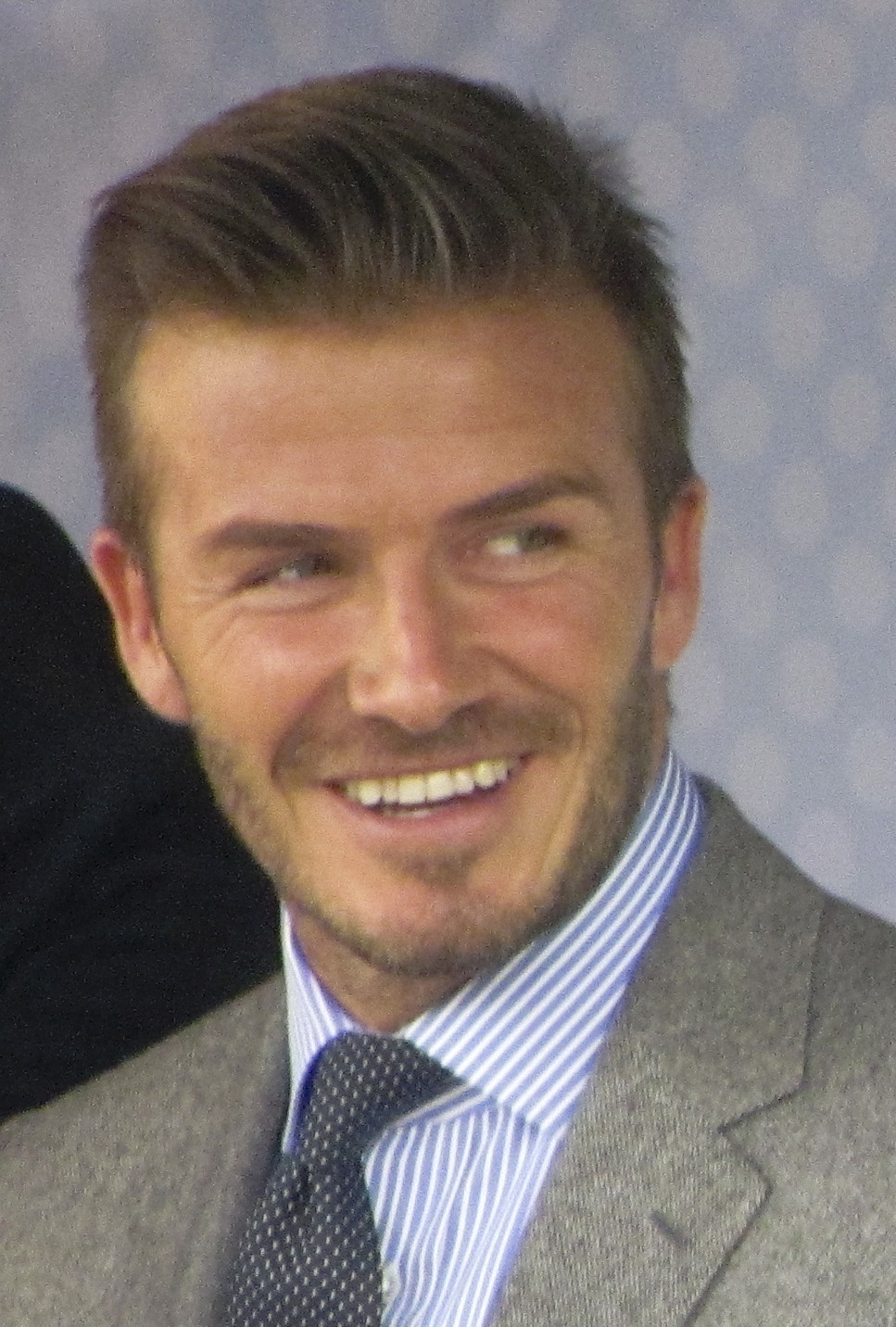
David Beckham asistoval v sezóně 1999/00, společně s Nolbertem Solanem, na nejvíce branek (15), a to v dresu Manchesteru United.

|    | Hráč            | Klub                | Asistence |
| -- | --------------- | ------------------- | --------- |
| 1. | David Beckham   | Manchester United   | 15        |
| 1. | Nolberto Solano | Newcastle United    | 15        |
| 3. | Paolo Di Canio  | West Ham United     | 13        |
| 4. | Ryan Giggs      | Manchester United   | 12        |
| 5. | Dennis Bergkamp | Arsenal             | 9         |
| 6. | Nick Barmby     | Everton             | 8         |
| 6. | Thierry Henry   | Arsenal             | 8         |
| 6. | Steffen Iversen | Tottenham Hotspur   | 8         |
| 6. | Wim Jonk        | Sheffield Wednesday | 8         |
| 6. | Paul Merson     | Aston Villa         | 8         |
| 6. | Marc Overmars   | Arsenal             | 8         |
| 6. | Niall Quinn     | Sunderland          | 8         |
| 6. | Trevor Sinclair | West Ham United     | 8         |

### Čistá konta
|    | Hráč              | Klub              | Čistá konta |
| -- | ----------------- | ----------------- | ----------- |
| 1. | Ed de Goey        | Chelsea           | 16          |
| 2. | Sander Westerveld | Liverpool         | 14          |
| 3. | Nigel Martyn      | Leeds United      | 13          |
| 4. | David James       | Aston Villa       | 11          |
| 5. | Mark Bosnich      | Manchester United | 9           |
| 5. | Paul Gerrard      | Everton           | 9           |
| 5. | Magnus Hedman     | Coventry City     | 9           |
| 5. | Mart Poom         | Derby County      | 9           |
| 5. | Mark Schwarzer    | Middlesbrough     | 9           |
| 5. | Thomas Sørensen   | Sunderland        | 9           |

### Disciplína

#### Hráči
- Nejvíce žlutých karet: 13[21]
  -  Lee Bowyer (Leeds United)
  -  Mark Hughes (Derby County)

- Nejvíce červených karet: 2[22]
  -  Nicky Butt (Manchester United)
  -  Richard Dunne (Everton)
  -  Marc-Vivien Foé (West Ham United)
  -  John Hartson (Wimbledon)
  -  Frank Leboeuf (Chelsea)
  -  Alex Rae (Sunderland)
  -  Stefan Schnoor (Derby County)

#### Klub
- Nejvíce žlutých karet: 93[23]
  - Derby County

- Nejvíce červených karet: 8[24]
  - West Ham United

## Ocenění

### Měsíční
| Měsíc    | Manager of the Month | Manager of the Month | Player of the Month | Player of the Month |
| Měsíc    | Trenér               | Klub                 | Hráč                | Klub                |
| -------- | -------------------- | -------------------- | ------------------- | ------------------- |
| Srpen    | Alex Ferguson        | Manchester United    | Robbie Keane        | Coventry City       |
| Září     | Walter Smith         | Everton              | Muzzy Izzet         | Leicester City      |
| Říjen    | Peter Reid           | Sunderland           | Kevin Phillips      | Sunderland          |
| Listopad | Martin O'Neill       | Leicester City       | Sami Hyypiä         | Liverpool           |
| Prosinec | Gérard Houllier      | Liverpool            | Roy Keane           | Manchester United   |
| Leden    | Danny Wilson         | Sheffield Wednesday  | Gareth Southgate    | Aston Villa         |
| Únor     | Bobby Robson         | Newcastle United     | Paul Merson         | Aston Villa         |
| Březen   | Alex Ferguson        | Manchester United    | Dwight Yorke        | Manchester United   |
| Duben    | Alex Ferguson        | Manchester United    | Thierry Henry       | Arsenal             |

### Roční ocenění
| Ocenění                              | Vítěz          | Klub              |
| ------------------------------------ | -------------- | ----------------- |
| Premier League Manager of the Season | Alex Ferguson  | Manchester United |
| Premier League Player of the Season  | Kevin Phillips | Sunderland        |
| PFA Players' Player of the Year      | Roy Keane      | Manchester United |
| PFA Young Player of the Year         | Harry Kewell   | Leeds United      |
| Hráč roku dle FWA                    | Roy Keane      | Manchester United |

| PFA Team of the Year | PFA Team of the Year              | PFA Team of the Year            | PFA Team of the Year        | PFA Team of the Year        |
| -------------------- | --------------------------------- | ------------------------------- | --------------------------- | --------------------------- |
| Brankář              | Nigel Martyn (Leeds United)       | Nigel Martyn (Leeds United)     | Nigel Martyn (Leeds United) | Nigel Martyn (Leeds United) |
| Obránci              | Gary Kelly (Leeds United)         | Jaap Stam (Manchester United)   | Sami Hyypiä (Liverpool)     | Ian Harte (Leeds United)    |
| Záložníci            | David Beckham (Manchester United) | Roy Keane (Manchester United)   | Patrick Vieira (Arsenal)    | Harry Kewell (Leeds United) |
| Útočníci             | Andrew Cole (Manchester United)   | Andrew Cole (Manchester United) | Kevin Phillips (Sunderland) | Kevin Phillips (Sunderland) |

## Vítěz
| Premier League 1999/00 Manchester United (6. titul) |